# М'єндален Арена
«М'єндален Арена» або «Ісахсен Стадіон» (норв. Mjøndalen Arena, Isachsen Stadion) — футбольний стадіон у місті М'єндален, Норвегія, домашня арена ФК «Мйондален».
Стадіон побудований та відкритий 1950 року. У 1958, 1985, 1992, 2012 та 2015 роках реконструйований, у 1968 році розширений. Місткість арени становить 4 350 глядачів. 